# Grimmiales
Grimmiales é uma ordem de musgos pertencente à subclasse Dicranidae.

## Sistemática
A ordem Grimmiales integra três famílias:
- Grimmiaceae, com 10 géneros e cerca de 330 espécies, cosmopolita;
- Ptychomitriaceae, com 5 géneros e 62 espécies, maioritariamente das regiões de clima temperado;
- Seligeriaceae, com 5 géneros e 48 espécies, maioritariamente das regiões de clima temperado.

A distribuição de géneros pelas famílias é a seguinte:
- Família Grimmiaceae
  - Género Bucklandiella
  - Género Codriophorus
  - Género Coscinodon
  - Género Dryptodon
  - Género Grimmia
  - Género Niphotrichum
  - Género Racomitrium
  - Género Schistidium
- Família Ptychomitriaceae
  - Género Campylostelium
  - Género Indusiella
  - Género Jaffueliobryum
  - Género Ptychomitriopsis
  - Género Ptychomitrium
- Família Seligeriaceae
  - Género Blindia
  - Género Brachydontium
  - Género Hymenolomopsis
  - Género Seligeria